# Ferguson Findley
Pour les articles homonymes, voir Findley.
Ferguson Findley, pseudonyme de Charles Weiser Frey, né le 3 avril 1910 à York dans l'état de Pennsylvanie et mort en 1963, est un écrivain américain, auteur de roman policier.

## Biographie
Après des études à l'Académie navale d'Annapolis, dans le Maryland, il travaille comme ingénieur. Pendant la Seconde Guerre mondiale, il fait partie de la United States Navy et participe à des opérations militaires d'envergure de la Guerre du Pacifique, dont la bataille d'Okinawa. Démobilisé, il travaille dans le domaine des relations publiques. En parallèle, il amorce une carrière d'écrivain de roman noir avec la publication de Choc en retour (My Old Man's Badge) en 1950, où apparaît son héros récurrent l'Irlandais John Francis Malone, surnommé Johnny, un aspirant policier new-yorkais depuis trois mois, qui est nommé détective après avoir abattu deux cambrioleurs lors du braquage d'une bijouterie. Ses supérieurs lui apprennent alors le nom du tueur qui a assassiné son père, policier lui-même, quinze auparavant. Ce criminel, membre de la Gestapo pendant la guerre, se cache a New York sous une fausse identité et cherche maintenant à éliminer le fils. Johny Malone devra retrouver le coupable en jouant lui-même les clochards dans le Bowery et en infiltrant une organisation de trafiquants de drogue. Le roman est adapté à la télévision américaine par Robert Stevens en 1950 dans le cadre de la série télévisée Suspense, avec Barry Nelson dans le rôle de Johnny Malone.
L'autre roman connu de Ferguson Findley, la seconde et dernière enquête de Malone, s'intitule Au suivant de ses messieurs (Waterfront) et reprend la structure de la première. Le héros assiste à l'assassinat d'un témoin qui devait, le lendemain, être interrogé par la Cour dans un procès contre des syndicats de débardeurs. Malone va infiltrer, sous le nom de Tim Flynn, une des trois bandes rivales qui sèment la terreur sur les quais du port de New York. Paru en 1950 sous forme de feuilleton dans Collier's Weekly, le récit est repris dès l'année suivante en volume et adapté au cinéma par Robert Parrish, sous le titre Dans la gueule du loup (The Mob). Broderick Crawford incarne Malone, rebaptisé Johnny Damico pour les besoins de la production.
Les romans suivants de Findley, qui usent également des ressorts éculés des jeux d'identité, sont des œuvres mineures qui s'enfoncent souvent dans la violence gratuite. Ainsi La Bonne Moyenne (The Man in the Middle, 1953), a recours à l'utilisation de sosies dans une affaire de saboteurs d'usine et d'agents étrangers auxquels s'oppose le militaire Vic MacLowerie, un héros de la Guerre de Corée. Selon Claude Mesplède, ce « livre assez décousu et mal construit, semble plus que suspect dans le contexte de l'époque, celui du maccarthysme. »

## Œuvre

### Romans

#### SérieJohnny Malone
- My Old Man’s Badge (ou Killer Cop) (1950) Publié en français sous le titre Choc en retour, Paris, Presses de la Cité, Un mystère no 34, 1950
- Waterfront (ou Remember That Face!) (1951) Publié en français sous le titre Au suivant de ses messieurs, Paris, Presses de la Cité, Un mystère no 61, 1951 ; réédition, Paris, Presses de la Cité, Un mystère, 3e série, no 143, 1971

#### Autres romans
- Hire This Killer (1951)
- The Man in the Middle (ou A Handful of Murder, ou encore, Dead Ringer) (1952) Publié en français sous le titre La Bonne Moyenne, Paris, Presses de la Cité, Un mystère no 117, 1953
- Counterfeit Corpse (1956) Publié en français sous le titre Meurtres à la pelle, Paris, Presses de la Cité, Un mystère no 259, 1956
- Murder Makes Me Mad (1956) Publié en français sous le titre Vengeance sang pour sang, Paris, Presses de la Cité, Un mystère no 298, 1956

## Adaptations

### Au cinéma
- 1951 : Dans la gueule du loup (The Mob), film américain de Robert Parrish, adaptation du roman Waterfront (1951), avec Broderick Crawford dans le rôle de Malone, rebaptisé Johnny Damico.

### À la télévision
- 1950 : My Old Man's Badge, épisode 29, saison 2, de la série télévisée américaine Suspense, réalisé par Robert Stevens, adaptation du roman Choc en retour (My Old Man's Badge), avec Barry Nelson dans le rôle de Johny Malone

## Sources
- Claude Mesplède (dir.), Dictionnaire des littératures policières, vol. 1 : A - I, Nantes, Joseph K, coll. « Temps noir », 2007, 1054 p. (ISBN 978-2-910-68644-4, OCLC 315873251), p. 745-746.